# الدوري الأسترالي للسيدات 2012–13
الدوري الأسترالي للسيدات 2012–13 (بالإنجليزية: 2012–13 W-League)‏ هو موسم من الدوري الأسترالي للسيدات. فاز فيه سيدني إف سي ‏.